# Арочный мост (Запорожье)
Арочный мост — одноярусный автотранспортный мост в Запорожье, соединяющий через Старый Днепр правобережную часть города с островом Хортица.
Длина моста — 320 метров, ширина — 20 метров, высота — 40 метров.
C моста проводятся прыжки с альпинистским снаряжением.

## Сооружение

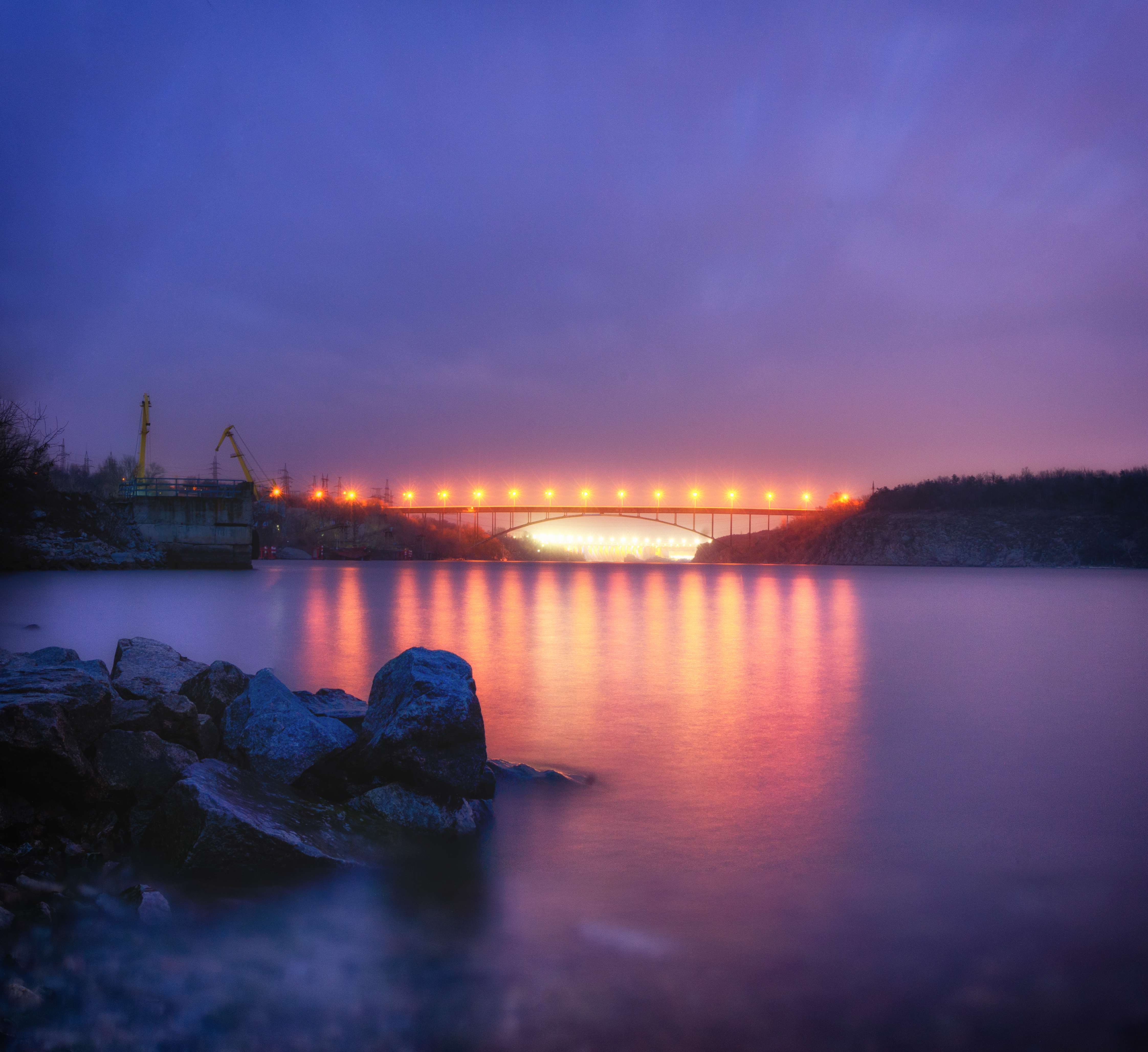
Фото Анатолия Волкова, 2019

Мостовой переход представляет собой систему гибкая арка с упругой балкой с ездой по верху. Мостовой переход условно можно разделить на три части: береговые эстакады (правая и левая) и русловой арочный пролёт. Арочный пролёт состоит из металлической арки кругового очертания ({\displaystyle R} = 190 м), металлической балки жёсткости (система продольных и поперечных двутавровых сварных балок), которая опирается через стояки на арку, и железобетонной плиты автопроезда жестко соединённой с балкой жёсткости через упругие упоры по верхнему поясу продольных балок.

## История
С 1970 году в Запорожье велась застройка Хортицкого района на правом берегу у села Бабурки и тогда же было начато расширение гидроузла ДнепроГЭСа строительством ДнепроГЭС-2. На определённой стадии строительства ДнепроГЭС-2 предусматривалось перекрытие проезда по плотине, и одних только мостов Преображенского было недостаточно для обеспечения транспортного городского потока. Поэтому было решено начать строительство нового моста через Старый Днепр.
Идея строительства моста была выдвинута в 1964 году Н. А. Артеменко, который участвовал в строительстве мостов Преображенского. Его идеи были рассмотрены и приняты Центральным научно-исследовательским и проектным институтом строительных металлоконструкций Госстроя СССР. Стальной одноарочный мост был спроектирован институтом «Союзпроектстальконструкция», по воспоминаниям Н. А. Артеменко автором проекта был Попов.
В металлических конструкциях моста использована высокопрочная сталь 16Г2АФ.
Строительством моста занимался коллектив треста «Мостострой» Минтрансстроя СССР. Строительство было начато в 1970 году. Стоимость моста составила 3,22 млн рублей. Металлоконструкции изготавливались на Днепропетровском заводе им. Бабушкина, монтаж проводил днепропетровский мостоотряд № 12, работами руководил начальник участка И. М. Залюбовский. Уже в 1973 г. было смонтировано более 200 тонн металлоконструкций. При строительстве впервые в практике советского мостостроения была применена 205-метровая металлическая сборная балка, которая работает совместно с балкой жесткости. На момент постройки Арочный мост был единственным в СССР с пролётом с гибкой аркой такого размера и стальной жесткой балкой. Монтаж всей конструкции производился как с берега, так и с плавбарж.
В своих воспоминаниях Артеменко писал: «Этот мост — единственный в СССР, такого большого пролёта с гибкой аркой и жёсткой балкой стальной конструкции нет не только в СССР, но, кажется, и в мире».

## Испытание
После окончания монтажа началось испытание несущих конструкций моста, которое проводили сотрудники лаборатории динамики мостов Днепропетровского института инженеров транспорта во главе с Д. К. Запорожцем. Сначала был испытан пролёт моста над средней частью реки, а затем две крайние эстакады. Испытания проводились в шесть этапов. Для этой цели было выделено около 50 самосвалов весом в 25 тонн каждый. Испытания показали, что при движении колонны испытательных машин наблюдались значительные колебания пролётного строения, и было рекомендовано конструкцию усилить, чтобы изменить период свободных колебаний.
Движение по мосту открылось в июне 1974 года.

## Транспортное сообщение
Ранее через Арочный мост проходили троллейбусные маршруты:
- № 2 Вокзал Запорожье II — завод «Преобразователь»;
- № 11 Институт «Цветметавтоматика» — Арматурный завод;
- № 16 Вокзал Запорожье II — Арматурный завод;
- № 24 Вокзал Запорожье II — Арматурный завод.

## Реконструкция

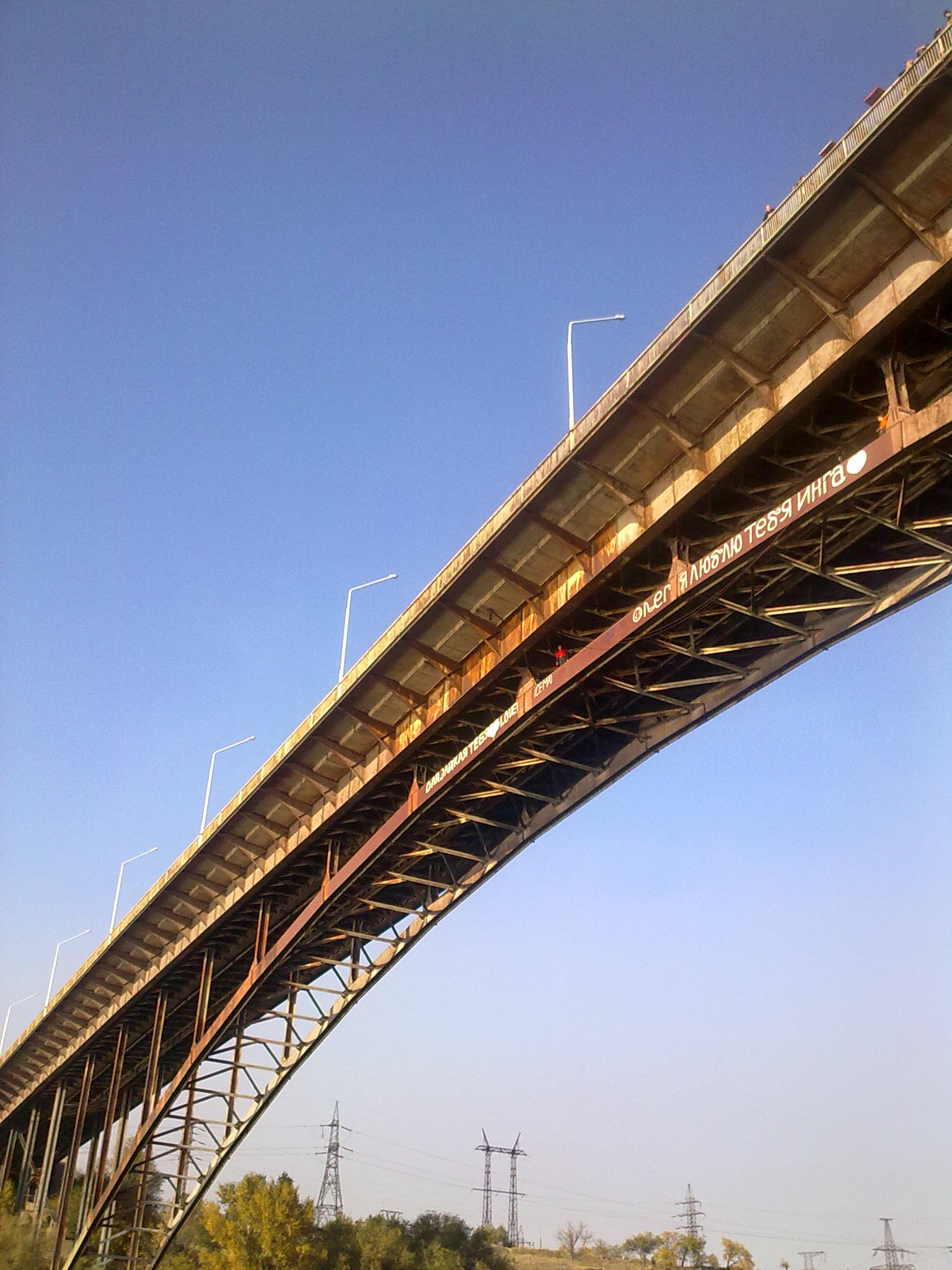
Вид снизу

В 1997 году состояние арочного моста было признано аварийным, началось разрушение опор на правом берегу и расползание швов, наблюдались значительные колебания. В качестве причин назывались подъём грунтовых вод, взрывные работы в соседнем карьере. Осенью 2001 г. власти города вынуждены были закрыть проезд по мосту. Капитальный ремонт моста оценивался в 7—8 млн гривен.
По поводу закрытия моста было много жалоб. Весной 2003 года при городском голове Евгении Карташове была проведена реконструкция моста. Карташов добился, чтобы из областного бюджета на реконструкцию было выделено 3,5 млн гривен. Восстановление велось вахтенным методом круглосуточно и, через три с половиной месяца, 5 июня 2003 г. обновлённый мост был торжественно открыт.
Когда мост был в аварийном состоянии, контактная сеть для троллейбусов была демонтирована во избежание разворовывания. Хотя жители правого берега обращались с просьбой возобновить троллейбусный маршрут, его возобновление через арочный мост было признано нецелесообразным, ввиду больших затрат на восстановление контактной сети и недостаточного пассажиропотока. Компенсировать отсутствие троллейбусных маршрутов призваны дополнительные потоки автотранспорта.